# Liste der Bischöfe von Castres
Die folgenden Personen waren Äbte und Bischöfe von Castres (Frankreich):

## Äbte
- Robert 647
- Faustin 673
- Citruin 683–692
- Bertrand 692–722
- Alfons 722–734
- Grimoald 812
- Adelme 825
- Adalbert 844
- Elisachar 854
- Gilbert 858
- Salomon 864
- Bernon 869
- Rigaud 874–898
- Wilhelm 921
- Durand 953
- Sanche 992–1020
- Arnauld I. 1030
- Gerebrard 1043–1066
- Arnauld II. 1085
- Geraud 1087–1099
- Godefroi de Muret 1110–1115
- Begon 1124
- Renaud 1124–1126
- Amelius Hugue 1127
- Bernard 1129
- Pierre I. 1139
- Roger 1141–1164
- Rigaud 1164–1173
- Guilbert 176
- Pierre II. Isarn 1190–1208
- Wilhelm I. 1215–1226
- Adhemar 1230
- Wilhelm II. Auger 1247–1258
- Berenger 1268–1270
- Wilhelm III. 1275
- Raimond Berenger 1280
- Alziard 1297–1303
- Bertrand Berenger 1312

## Bischöfe
- 5. August 1317 bis 1327: Dieudonné I.
- 1328–1338: Amelius de Lautrec
- 1338–1353: Jean I. des Prés
- 1353–1359: Etienne de Abavo
- 1359–1364: Pierre I. de Bagna
- 31. Mai 1364 bis 1374: Raimond I. de Sainte-Gemme
- 1375 bis 30. Mai 1383: Elie de Ventadour (Haus Comborn)
- 8. Oktober 1383 bis 1386: Guy de Roye
- 1386–1388: Dieudonné II.
- 2. Dezember 1388 bis 27. Mai 1418: Jean II. Engeard
- 1418–1421: Aimeric Noël
- 1422 bis 22. Oktober 1427: Raimond II. Mairosi
- um 1428: Jean III. Amardy
- um 1430: Pierre II. de Cotigny
- 1432 bis 17. Juli 1448: Gérard Machet
- 1449 bis 6. August 1458: Maraud de Condom
- 1460–1493: Jean IV. d’Armagnac (Haus Lomagne)
- 1494 bis 2. Juli 1509: Charles I. de Martigny
- 1509: Jean V. de Martigny
- 1509–1526: Pierre III. de Martigny
- 1528–1530: Charles II. de Martigny
- 1531–1535: Jacques de Tournon
- 1535–1551: Antoine-Charles de Vesc
- 1552–1583: Claude d’Auraison
- 1583 bis 13. Mai 1632: Jean VI. de Fossé
- 13. Mai 1632 bis 1654: Jean VII. de Fossé
- 1657 bis 1. Juli 1662: Charles-François d’Anglure de Bourlemont
- 1664 bis 16. April 1682: Michel Tubeuf
- 3. Juli 1682 bis 11. April 1705: Augustin de Maupeou
- 11. April 1705 bis 26. Juni 1736: Honoré de Quiqueran de Beaujeu
- 1736 bis 24. Mai 1752: François de Lastic de Saint-Jal
- 1752–1773: Jean-Sébastien de Barral
- 1773–1790: Jean-Marc de Royère